# Pareiorhaphis
Pareiorhaphis – rodzaj słodkowodnych ryb sumokształtnych z rodziny zbrojnikowatych (Loricariidae).

## Zasięg występowania
Gatunki endemiczne Brazylii.

## Systematyka
Gatunki zaliczane do tego rodzaju:
- Pareiorhaphis azygolechis
- Pareiorhaphis bahianus
- Pareiorhaphis cameroni
- Pareiorhaphis cerosa
- Pareiorhaphis eurycephalus
- Pareiorhaphis garapia
- Pareiorhaphis garbei
- Pareiorhaphis hypselurus
- Pareiorhaphis hystrix
- Pareiorhaphis lineata
- Pareiorhaphis lophia
- Pareiorhaphis mutuca
- Pareiorhaphis nasuta
- Pareiorhaphis nudula
- Pareiorhaphis parmula
- Pareiorhaphis proskynita
- Pareiorhaphis regani
- Pareiorhaphis ruschii
- Pareiorhaphis scutula
- Pareiorhaphis splendens
- Pareiorhaphis steindachneri
- Pareiorhaphis stephana
- Pareiorhaphis stomias
- Pareiorhaphis vestigipinnis
- Pareiorhaphis vetula

Gatunkiem typowym jest Hemipsilichthys calmoni (P. calmoni).